# Бирюч (город)
Бирю́ч — город (с 2007) в Белгородской области России, административный центр Красногвардейского района и городского поселения «Город Бирюч». Население — 7114 чел. (2021); 7020  чел (на 01.01.2024)
Город основан в 1705 году, в 1924—1958 годах назывался Будённый, в 1958—2007 годах Красногвардейское.

## Этимология

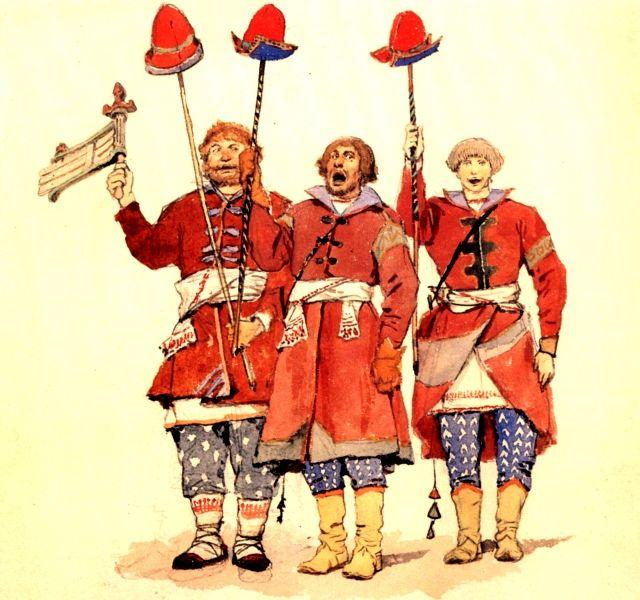
Бирючи — глашатаи, объявлявшие волю князя, воеводы или царя

Топоним Бирюч происходит от бирюча — железного орудия, обвешенного звонками, которым в старину глашатаи (бирючи) делали объявления в торговых местах, что отражено на гербе города.
По мнению краеведа Евгения Маркова, имя города происходит от слова «бирюк» — волк-одиночка, так как в этой степной и лесной местности водилось много волков, отчего герб городу был дан «Великой Екатериною по очевидному недоразумению».

## Физико-географическое положение

### География
Расположен на левом берегу реки Тихая Сосна. В 13 км к югу от города находится железнодорожная станция Бирюч на линии Валуйки — Лиски. На юге граничит с селом Засосна, с которым у города тесные социально-экономические связи. Находится в 145 км от Белгорода.

### Часовой пояс
Бирюч находится в часовой зоне МСК (московское время). Смещение применяемого времени относительно UTC составляет +3:00.

## История

### Основание
Бирюч основан 8 марта 1705 года на месте Бирюченского острога (вначале его назвали городом Бирюченского Комиссарства или Бирюченским комиссарством) казацким сотником Иваном Медковым в урочище Бирючьей Яруги.

### XVIII век

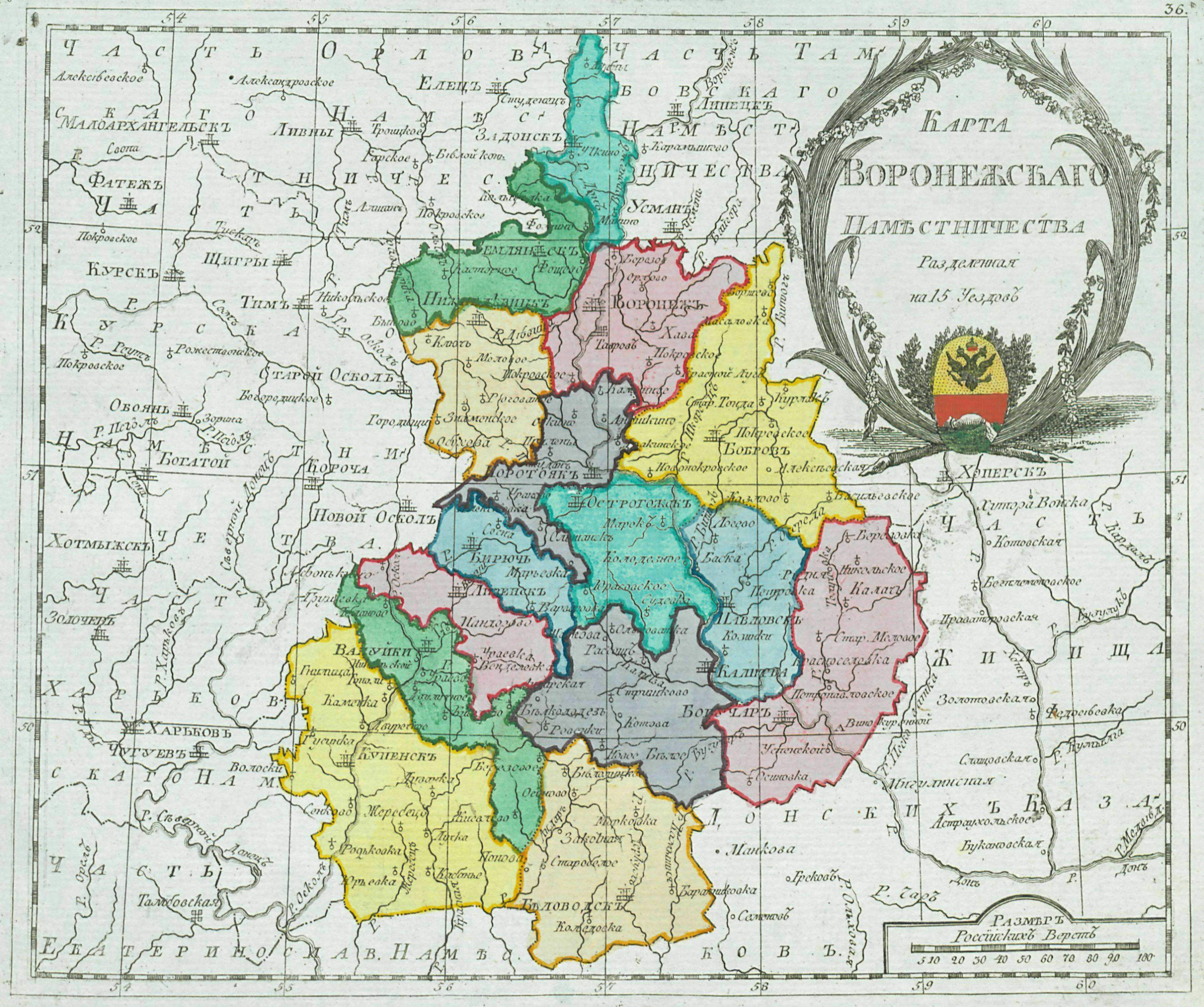
Бирюч на карте уездов Воронежского наместничества, 1792 год.

Вновь возникшее казачье поселение, именуясь Бирюченским комиссарством, принадлежало к Острогожскому полку Белгородской губернии до 1765 года, когда введено было новое гражданское устройство по управлению слободскими жителями, переименованных при этом из казаков в государственных обывателей. Бирюч вошёл в состав Острогожской провинции, а с учреждением Воронежского наместничества в 1779 году стал уездным городом. Дальнейшее развитие города стало определяться родом занятий его обитателей — дворян, купцов, ремесленников.
С восточной стороны города поселена Дубовская пригородная слобода, с севера и юго-запада прилегают Бирючковская и Землянская; Засосенская пригородная слобода расположена за Тихой Сосной.
В 1796 году Бирюч присоединили к Слободско-Украинской губернии, однако уже год спустя, в 1797 году он вошёл в состав Воронежской губернии.

### XIX век

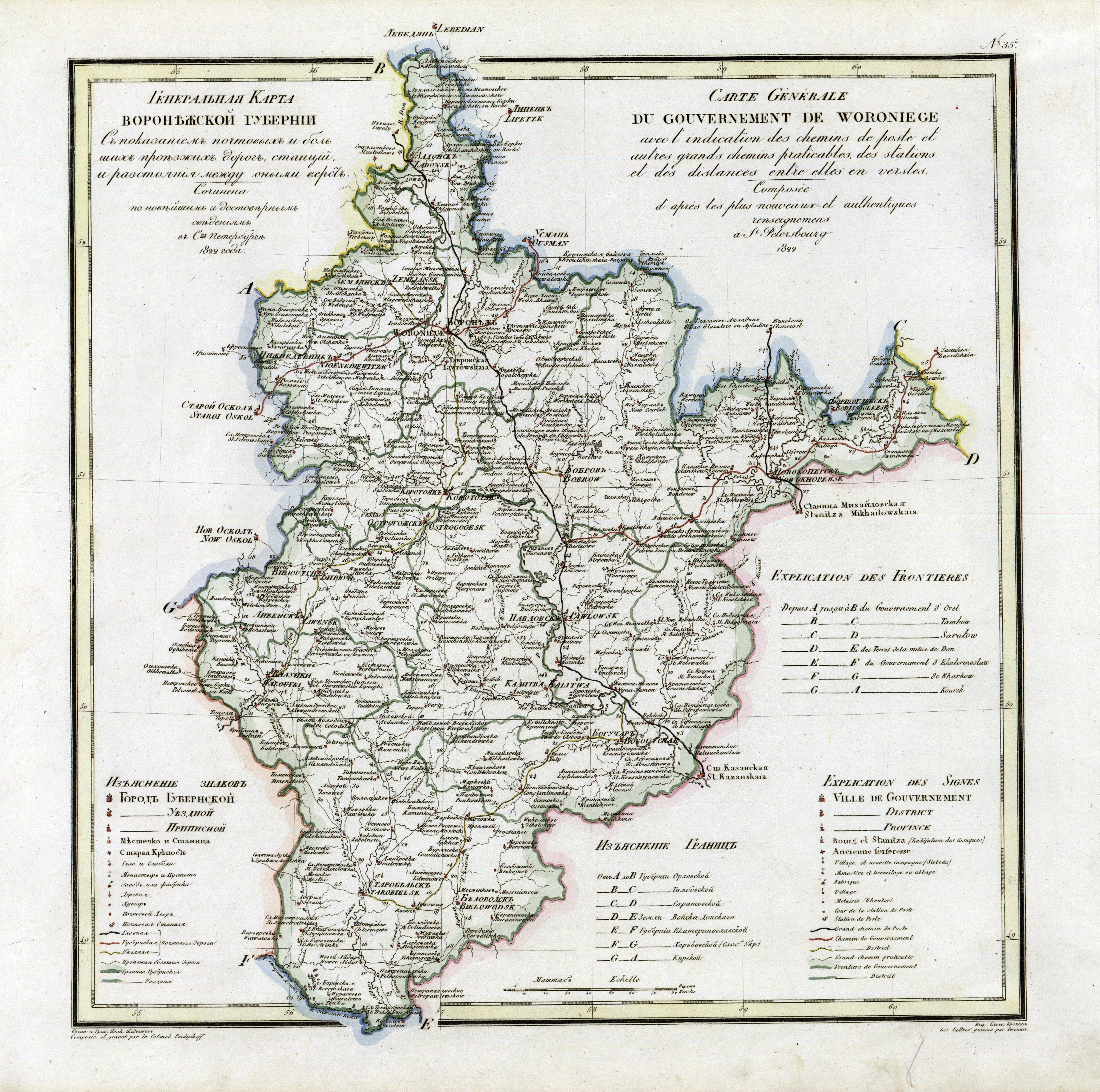
Бирюч на карте Воронежской губернии, 1822 год.

В 1847 году в Бирюче было три православных храма: Покровский собор, каменный, четырёхпрестольный, пятикупольный 1838 года постройки. Он был возведён на отпущенную по Высочайшему повелению шинковую сумму в размере 50 тысяч рублей ассигнациями, а также на добровольные пожертвования прихожан; храм Успения Пресвятой Богородицы и храм Вознесения Господня. В 1869 году был построен храм св. Митрофана Воронежского.
Уездных заведений в городе имелось четыре: малое народное училище (открыто 24 ноября 1788 г.), народное училище (открыто 27 июля 1820 г.), духовное училище (октябрь, 1818 г.), уездное духовное училище (открыто 1 января 1825 г.). При уездном училище имелась библиотека. Городская больница одна, рассчитанная на 13 коек-мест. В городе работала одна богадельня, в ней проживало 7 человек.
Несмотря на реформы 1861 года, промышленное производство в городе оставалось в зачаточном состоянии, и в промышленном отношении Бирюч занимал одно из последних мест между городами Воронежской губернии.
На конец XIX века в городе было 7 заводов с 36 рабочими, которые произвели продукции на 7875 рублей. Ненамного лучше обстояло дело с купечеством и торговлей: ежегодно в городе проводилось 4 ярмарки, на которых в 1880 году в привозе было товаров и пригнано лошадей и скота на сумму 444 тысяч рублей, а продано лишь на сумму 49 940 рублей.
В 1897 году в Бирюче проживало 13 081 человек, из которых великорусским языком пользовались 2216, малорусским — 10 760, белорусским — 2.

### Начало XX века
В 1900 году в Бирюченском уезде имелось: 1193 промышленных заведений, 407 торговых, 65 ярмарок и 6 базаров.

### Революция и Гражданская война
Купечество не приняло итоги Октябрьской революции.
В годы Гражданской войны 31 октября (13 ноября) 1917 года Центральная рада, просуществовавшая несколько месяцев в 1917—1918 годах, попыталась распространить власть в том числе и на эту часть Воронежской губернии. С помощью Германии, к власти в Киеве пришёл гетман П. П. Скоропадский.
1 апреля 1918 года административная власть переместилась из Бирюча в слободу Алексеевку, и Бирюченский уезд был переименован в Алексеевский.
Грайворонский, большая часть Белгородского и Обоянского, несколько волостей Корочанского и Новооскольского уездов Курской губернии, а также часть Валуйского и Острогожского уездов, Воронежской губернии, в период диктатуры гетмана Скоропадского были объявлены спорными территориями. Впрочем, это длилось совсем недолго, в декабре 1918 года Скоропадский отрёкся от власти. Вскоре было сформирована УССР, вошедшая в состав СССР. Бирюч остался в составе РСФСР.
В разгар Гражданской войны на Новооскольской земле сформировали Первую конную армию под командованием С. М. Будённого. Летом 1919 года город отбили белые части находившихся на пике успеха Вооружённых сил Юга России; 19 ноября 1919 года город вновь перешёл под контроль красных.

### Советский период

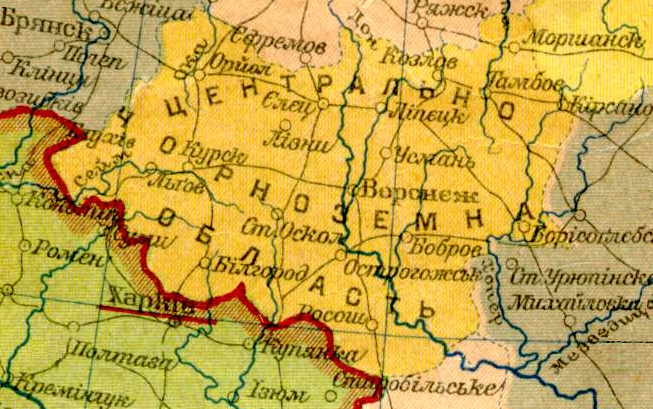
Бирюч в составе Центрально-Чернозёмной области СССР.

4 января 1923 года ликвидируется Алексеевский уезд. Бирюч, став волостным центром, влился в Острогожский уезд. Постановлением президиума ВЦИК РСФСР от 29 декабря 1924 года бывшему заштатному городу Бирюч присвоено название Слобода Будённый.
30 июля 1928 года образуется Будённовский район, входивший в Острогожский округ Центрально-Чернозёмной области.
23 июля 1930 года ликвидируются округа, районы теперь напрямую подчинялись областному центру. 13 июня 1934 года Центрально-Чернозёмная область разделена на Воронежскую и Курскую области. В состав Воронежской области вошло 89 районов, в их числе Будённовский и Никитовский. 6 января 1954 года вновь образуется Белгородская область. Будённовский и Никитовский районы входят в её состав.
В 1942 году село было оккупировано немецко-фашистскими захватчиками. Освобождено Красной армией в 1943 году.
8 января 1958 года село Будённое переименовано в село Красногвардейское, а район — в Красногвардейский. В декабре 1962 года проводится укрупнение административных районов. Красногвардейский и Никитовский районы ликвидируются, а их территория включена в состав Алексеевского, Валуйского и Новооскольского районов. В марте 1964 года образован Красногвардейский район в его современных границах, за исключением территорий Покровского и Успенского сельсоветов Волоконовского района и села Рамахово Вейделевского района, выделившихся в январе 1965 года.
1 декабря 1969 года села Бирючок, Дубовская, Землянщина и Новая Слободка объединяются с селом Красногвардейское, которое 7 марта 1975 года стало посёлком городского типа.

### Современность
24 марта 2005 года, в связи с празднованием 300-летия со дня основания, было принято решение о присвоении посёлку статуса города и возвращении ему старого названия Бирюч. 17 января 2007 года Государственная дума приняла законопроект о переименовании Красногвардейского в Бирюч, который был подписан президентом России 30 января 2007 года.

## Символика

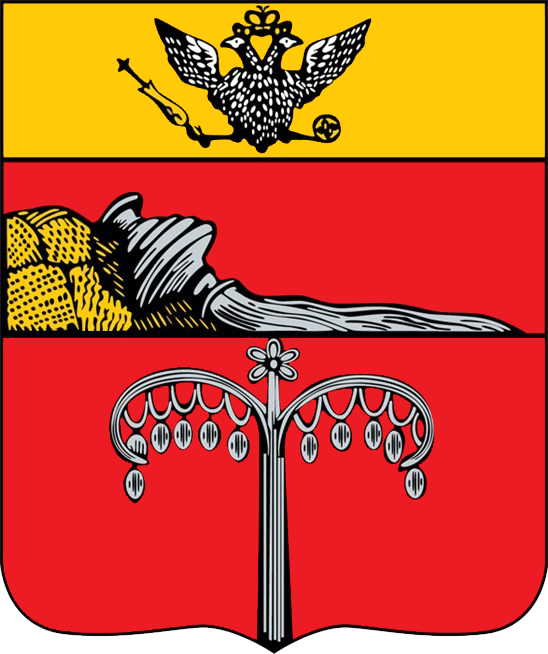
Герб города 1781 года

Щит герба 1781 года разделён надвое: в золотом поле двуглавый орёл, а в верхней части красного поля опрокинутый серебряный сосуд, из которого истекает река Воронеж, в нижней — посох, увешанный колокольчиками (бирюч), которым бирючий созывал жителей города на площадь.

## Население

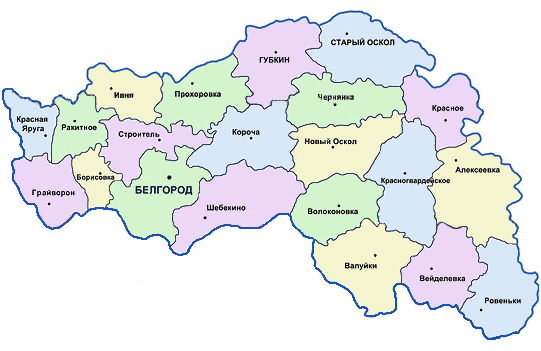
Бирюч (бывш. Красногвардейское) на карте современной Белгородской области

На 1 января 2025 года по численности населения город находился на 1018-м месте из 1124 городов Российской Федерации.
| 1856  | 1859  | 1897    | 1913    | 1959  | 1970  | 1979  | 1989  | 2000  | 2001  |
| ----- | ----- | ------- | ------- | ----- | ----- | ----- | ----- | ----- | ----- |
| 4200  | ↗4580 | ↗13 081 | ↗14 200 | ↘2306 | ↗7559 | ↗7952 | ↗8526 | ↘7800 | ↘7700 |
| 2002  | 2005  | 2006    | 2007    | 2008  | 2009  | 2010  | 2011  | 2012  | 2013  |
| ↗8079 | ↘8000 | ↘7900   | ↗8000   | ↘7900 | ↘7853 | ↘7846 | ↘7800 | ↘7708 | ↘7463 |
| 2014  | 2015  | 2016    | 2017    | 2018  | 2019  | 2020  | 2021  |       |       |
| ↘7317 | ↘7269 | ↘7248   | ↘7205   | ↗7231 | ↗7276 | ↗7484 | ↘7114 |       |       |

### Национальный состав
По итогам переписи населения 2020 года проживали следующие национальности (национальности менее 0,1 % и другое, см. в сноске к строке «Другие»):
| Национальность | Численность, чел. | Доля     |
| -------------- | ----------------- | -------- |
| Русские        | 6343              | 89,17 %  |
| Армяне         | 37                | 0,52 %   |
| Украинцы       | 28                | 0,39 %   |
| Другие         | 706               | 9,92 %   |
| Итого          | 7114              | 100,00 % |

### Язык
По данным переписи 1897 года:
| Язык                       | Численность, чел. | Доля     |
| -------------------------- | ----------------- | -------- |
| Украинский («малорусский») | 10 760            | 82,26 %  |
| Русский («великорусский»)  | 2 216             | 16,94 %  |
| Еврейский                  | 53                | 0,40 %   |
| Другие                     | 52                | 0,40 %   |
| Итого                      | 13 081            | 100,00 % |

В настоящее время официальным и основным языком города является русский.

## Образование
- Бирючанский сельскохозяйственный техникум
- Учебно-профориентационный центр
- Дом детского творчества
- Станция юных натуралистов
- Красногвардейская детская школа искусств
- Общеобразовательная школа

## Экономика
В городе работает овощеконсервный комбинат (ООО «Домат»)

## Транспорт
Межрайонные и внутренние транспортные связи осуществляются автомобильным и железнодорожным транспортом. Автомобильные дороги соединяют Бирюч с Алексеевкой, Новым Осколом, Валуйками, Волоконовкой, Белгородом, Павловском, Старым Осколом. Автобусное сообщение с городами Белгород, Алексеевка, Старый Оскол, Харьков, Павловск, Курск, Короча. По железной дороге со станции Бирюч можно уехать до городов Валуйки, Лиски, Острогожск, Алексеевка, Воронеж. В городе есть несколько частных легковых такси, которые можно заказать по телефону.

## Достопримечательности
Сохранился ряд архитектурных памятников: Собор Покрова Пресвятой Богородицы, Митрофановская церковь и церковь Рождества Богородицы, бывшие торговые ряды (XVIII век), здание бывшего земства. В районе расположен архитектурный памятник — остатки Белгородской засечной черты (XVII век).
Имеется Красногвардейский краеведческий музей.

## Гостиницы
- Гостиница «Уют», гостиница "Бирюч".

## Спортивные учреждения
- Физкультурно-оздоровительный комплекс, в котором проводятся тренировки по мини-футболу и баскетболу, есть тренажерный зал;
- Плавательный бассейн «Лиман»;
- Стадион для игры в футбол «Старт»;
- Горнолыжный комплекс «Белая Вежа» на территории учебного центра «Бирюч».